# Sahin Ergüney
Sahin Ergüney (Giresun, 1962) è un attore e regista teatrale turco, noto per aver interpretato il ruolo di Harun Kutlu nella serie Come sorelle (Sevgili Geçmiş).

## Biografia
Sahin Ergüney è nato nel 1962 a Giresun (Turchia), originario del villaggio di Kızılot, nel distretto di Bulancak.

## Carriera
Şahin Ergüney ha completato gli studi superiori a Smirne e successivamente ha iniziato la sua vita artistica con un teatro amatoriale. Dopo essersi formato presso il Conservatorio dell'Università di Hacettepe, ha iniziato a lavorare presso il teatro statale di Ankara. Nel 1994 ha iniziato la sua carriera di attore con il ruolo di Maj Baki Bey nella miniserie Kurtulus. L'anno successivo, nel 1995, ha recitato nel film Aylaklar diretto da Altug Savasal. Nel 199 ha recitato nella serie Kurtlar sofrasi.
Nel 2001 ha recitato nel film televisivo Kimse beni sevmiyor diretto da Cemal San. Nel 2007 e nel 2008 ha recitato nella serie Sila. Nel 2008 ha recitato nelle serie Dur Yolcu (nel ruolo di Ali Onbasi) e Es-Es (nel ruolo di Esref). Nel 2010 e nel 2011 ha ricoperto il ruolo di Celal nella serie Yer Gök Ask. Nel 2011 ha recitato nel film Ogul diretto da Atilla Cengiz. Nel 2013 ha recitato nella serie Rüzgarli Sokak. L'anno successivo, nel 2014, ha interpretato il ruolo di Sami nella serie Kara Para Ask.
Nel 2017 ha interpretato il ruolo di Adem nella serie Black and White Love (Siyah Beyaz Ask). Nel 2017 e nel 2018 ha ricoperto il ruolo di Numan nella serie Fi. Nel 2019 ha recitato nelle serie Her Yerde Sen (nel ruolo di Ekrem Yangel) e Come sorelle (Sevgili Geçmiş), nel ruolo di Harun Kutlu. Nello stesso anno ha recitato nei film Kader Postasi diretto da Çigdem Bozali e Elif Akarsu Polat e in Genis Aile Komsu Kizi diretto da Cüneyt Inay. Nel 2020 ha interpretato il ruolo di Hakan nella serie Kırmızı Oda. L'anno successivo, nel 2021, ha ricoperto il ruolo di Metin nel film Kovala diretto da Burak Kuka. Nel 2021 e nel 2022 ha recitato nelle serie Kurulus: Osman (nel ruolo di Umur Bey) e Destan (nel ruolo di Kün Ata).

## Vita privata
Sahin Ergüney è sposato con Asuman Ergüney.

## Filmografia

### Cinema
- Aylaklar, regia di Altug Savasal (1995)
- Ogul, regia di Atilla Cengiz (2011)
- Kader Postasi, regia di Çigdem Bozali e Elif Akarsu Polat (2019)
- Genis Aile Komsu Kizi, regia di Cüneyt Inay (2019)
- Kovala, regia di Burak Kuka (2021)

### Televisione
- Kurtulus – miniserie TV, 2 episodi (1994)
- Kurtlar sofrasi – miniserie TV (1999)
- Kimse beni sevmiyor, regia di Cemal San – film TV (2001)
- Sila – serie TV, 10 episodi (2007-2008)
- Dur Yolcu – serie TV, 13 episodi (2008)
- Es-Es – serie TV, 21 episodi (2008)
- Yer Gök Ask – serie TV, 47 episodi (2010-2011)
- Rüzgarli Sokak – serie TV (2013)
- Kara Para Ask – serie TV, 16 episodi (2014)
- Black and White Love (Siyah Beyaz Ask) – serie TV, 7 episodi (2017)
- Fi – serie TV, 12 episodi (2017-2018)
- Everywhere I go - Coincidenze d'amore – serie TV, 3 episodi (2019)
- Come sorelle (Sevgili Geçmiş) – serie TV, 2 episodi (2019)
- Kırmızı Oda – serie TV, 1 episodio (2020)
- Kurulus: Osman – serie TV, 19 episodi (2021-2022)
- Destan – serie TV, 18 episodi (2021-2022)

## Teatro

### Attore
- Teneke (1986)
- İki Kova Su (1986)
- Tılsım (1987)
- Geyikler Lanetler (1999)

### Regista
- Nalınlar (1987)
- Prömiyer Partisi (2018)

## Doppiatori italiani
Nelle versioni in italiano dei suoi film e delle sue serie TV, Sahin Ergüney è stato doppiato da:
- Francesco Prando[18] in Come sorelle[19]